# 財務金融委員会

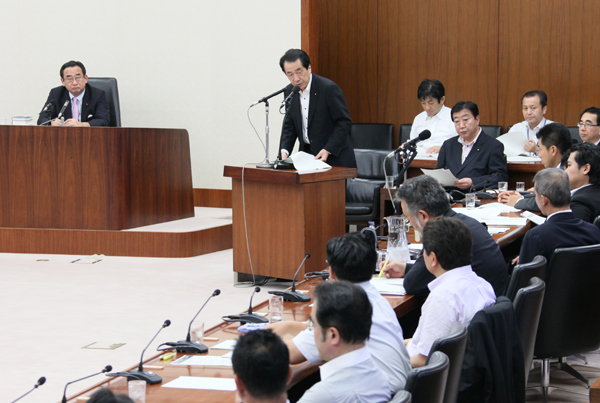
財務金融委員会で答弁する内閣総理大臣菅直人（2011年8月）

財務金融委員会（ざいむきんゆういいんかい）は、日本の衆議院における常任委員会の一つ。国会法第41条2項5号に規定される。

## 概要
財務金融委員会は、衆議院に置かれる常任委員会である。財務金融委員会が最初に置かれたのは、2001年1月31日に召集された第151回国会である。財務委員会はそれぞれの議院規則により所管が定められており、財務省、金融庁所管のうち予算委員会と決算行政監視委員会の所管事項を除くものを対象とする（衆議院規則92条5号）。具体的には、税制、関税、外国為替・国有財産、財政投融資、たばこ事業・塩事業、印刷事業、造幣事業、金融、証券取引等などである。
委員会の委員は、議院において選任される（国会法42条1項）。委員の選任は、すべて議長の指名によって行われる（衆議院規則37条）。実際には、各議院運営委員会において、各会派の議席数に応じて各委員会の委員の員数も配分され、個別の人事は配分された員数の範囲内で各会派によって行われる。
委員長は、委員の互選（国会法第25条）もしくは議長において指名（衆議院規則第15条第1項）で選任されると定められているが、後者の場合がほとんどである。この場合、事前に各会派間で協議された常任委員長各会派割当てと会派申出の候補者に基づいておこなわれる。なお、委員長に事故があった場合は理事が職務を行うことになっている（衆議院規則第38条第2項）。
理事の選任は委員の互選（衆議院規則第38条第2項、参議院規則32条2項）となっているが、第1回国会以来すべて委員長の指名により行われている。理事の員数および各会派割当ては議院運営委員会で決定した基準により、選挙など会派の構成が大きく変わった際に見直される。
2001年1月に実施された中央省庁再編で大蔵省に代わり財務省が設置されたことを受けて設置された委員会であり、それまでは大蔵委員会で財政、金融政策を議論していた。参議院で相当する常任委員会に財政金融委員会が存在する。

## 衆議院
- 衆議院における委員の選任は、総選挙後初めて召集される会期の始めに行われる（国会法第42条および衆議院委員会先例集9号）か、国会法または衆議院規則の改正により必要となったとき（衆議院委員会先例集10号）のみであり、その他の場合は異動とみなし、委員の辞任と補欠選任で対処することになっている。
- 多くの会派は、総選挙後の国会と毎年秋に召集される臨時国会の冒頭で各委員の構成を見直すことを例としていることから、実際に委員の構成が大きく変わるのはその際である。
- 委員の会派割当数は所属議員の比率により議院運営委員会において決定される（国会法第46条および衆議院委員会先例集12号）。

### 組織
衆議院財務金融委員会の員数は40人である（衆議院規則92条）。委員長1名、理事8名が選出または指名される。
衆議院財務金融委員会の組織
2025年（令和7年）5月30日現在
- 委員長：阿久津幸彦（立憲民主党・無所属）
- 理事
  - 自由民主党・無所属の会：大野敬太郎、国光あやの、小林鷹之
  - 立憲民主党・無所属：稲富修二、桜井周、長谷川嘉一
  - 日本維新の会：斎藤アレックス
  - 国民民主党・無所属クラブ：田中健
- 委員
  - 自由民主党・無所属の会：東国幹、石田真敏、伊藤達也、井林辰憲、上田英俊、田中和徳、土田慎、長島昭久、中西健治、根本幸典、福原淳嗣、古川禎久、牧島かれん、松本剛明
  - 立憲民主党・無所属：江田憲司、岡田悟、海江田万里、川内博史、階猛、末松義規、原口一博、水沼秀幸、三角創太、矢崎堅太郎
  - 日本維新の会：萩原佳、村上智信
  - 国民民主党・無所属クラブ：岸田光広
  - 公明党：中川宏昌、山口良治
  - れいわ新選組：高井崇志
  - 日本共産党：田村智子

### 所管事項
衆議院財務金融委員会の所管事項は次の通り（衆議院規則92条）。
1. 財務省の所管に属する事項（予算委員会及び決算行政監視委員会の所管に属する事項を除く。）
2. 金融庁にの所管に属する事項

国政調査案件
1. 財政に関する事項
2. 税制に関する事項
3. 関税に関する事項
4. 外国為替に関する事項
5. 国有財産に関する事項
6. たばこ事業及び塩事業に関する事項
7. 印刷事業に関する事項
8. 金融に関する事項
9. 証券取引に関する事項

## 所管国務大臣
委員会が審査又は調査を行うときは、政府に対する委員の質疑は、国務大臣又は内閣官房副長官、副大臣若しくは大臣政務官に対して行う（衆議院規則45条の2、参議院規則42条の2）。どの国務大臣等に対して出席を求めるかは、各議院の委員会において、委員長及び理事の協議で決定される。財務金融委員会において出席を求められる主な国務大臣等は、以下の通り。
- 財務大臣兼内閣府特命担当大臣（金融担当）
  - 加藤勝信（自由民主党）
- 財務副大臣
  - 横山信一（公明党）
  - 斎藤洋明（自由民主党）
- 財務大臣政務官
  - 東国幹（自由民主党）
  - 土田慎（自由民主党）
- 内閣府副大臣
  - 瀬戸隆一、辻清人、鳩山二郎（自由民主党）
- 内閣府大臣政務官
  - 西野太亮、友納理緒（自由民主党）